# Campbell Town
Campbell Town is een plaats in de Australische deelstaat Tasmanië en telt 755 inwoners (2006).

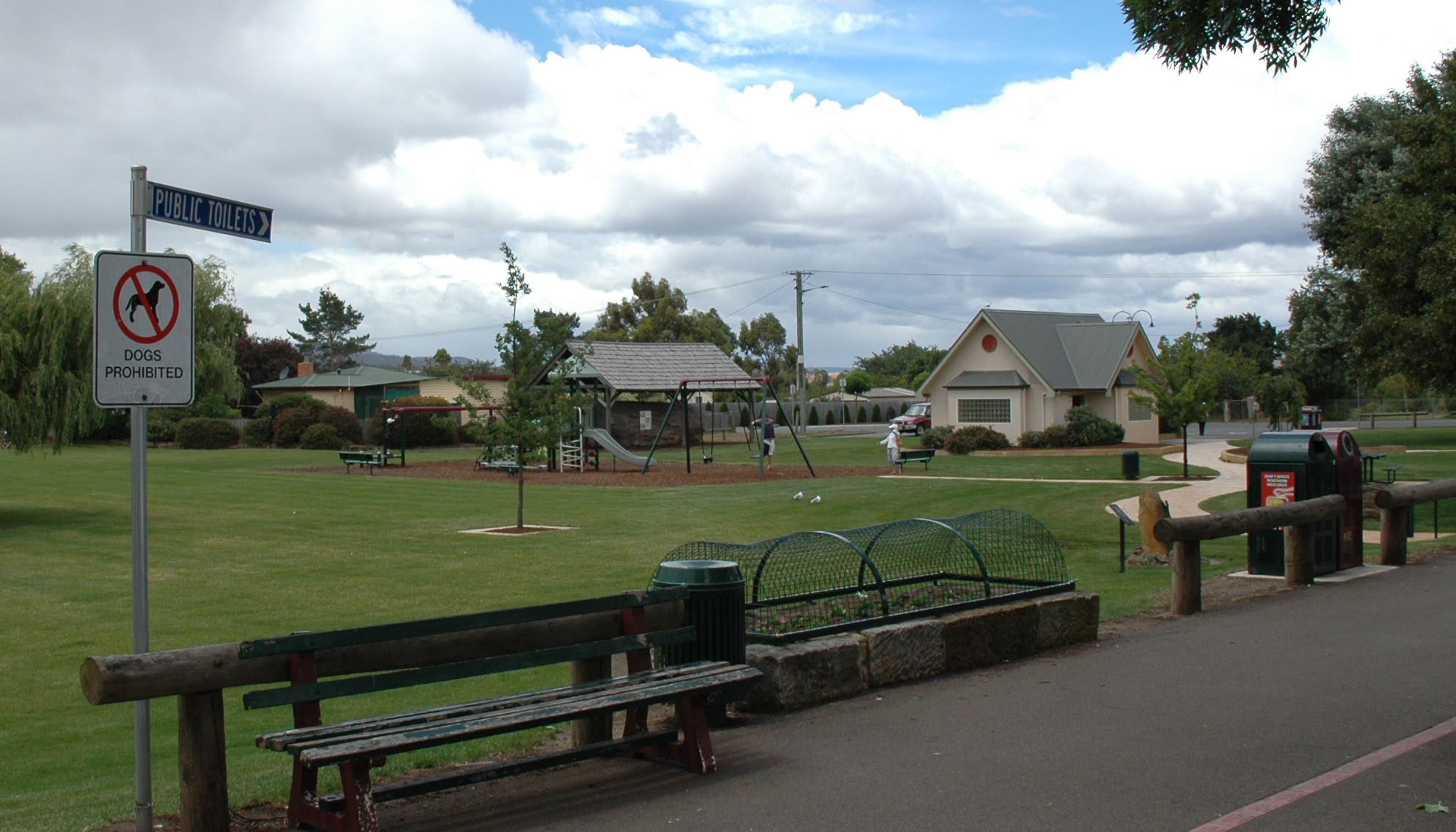
Park in Campbell Town
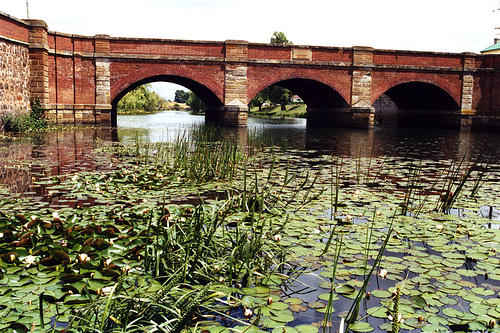
Red Bridge
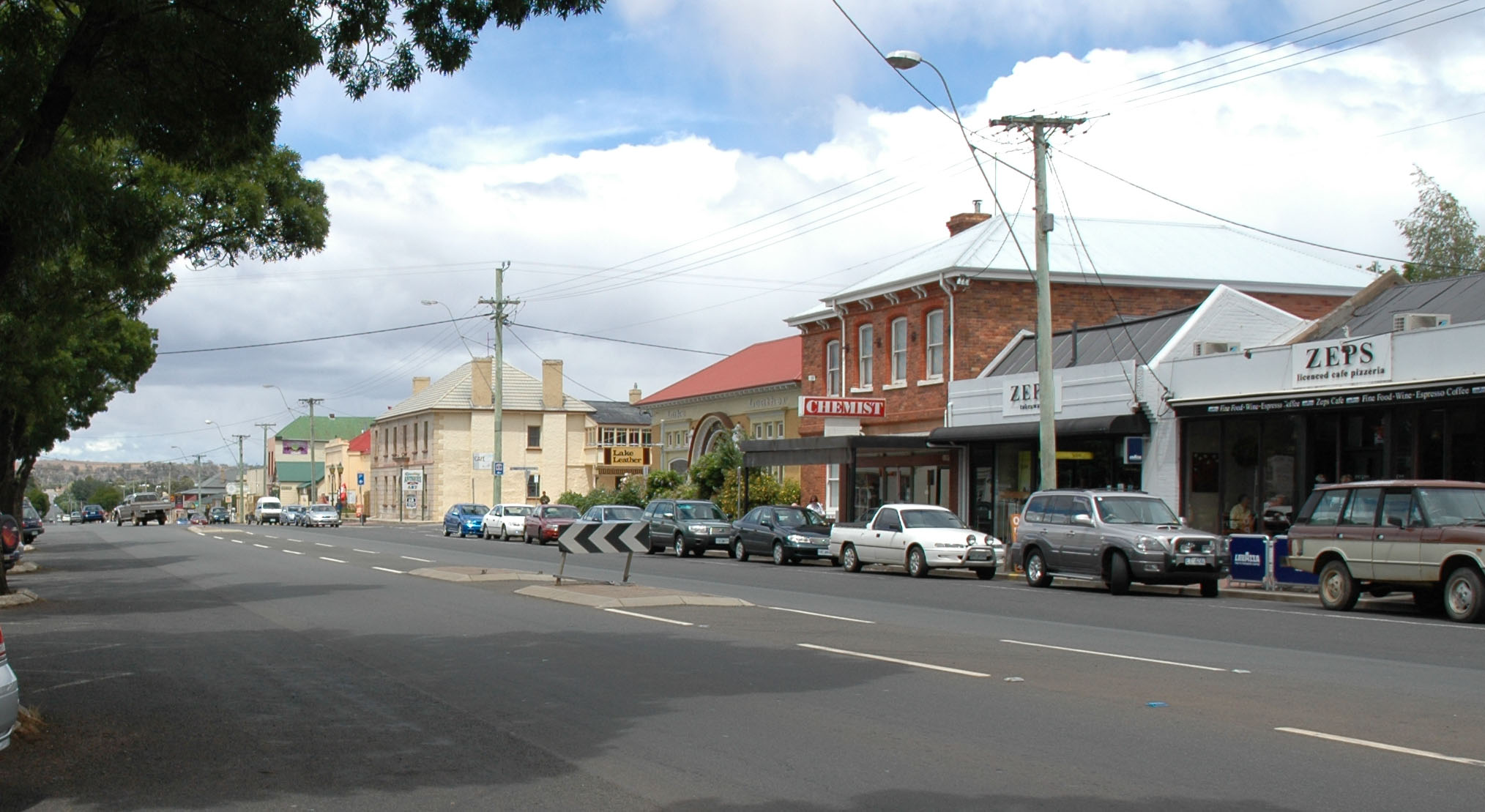
Hoofdstraat
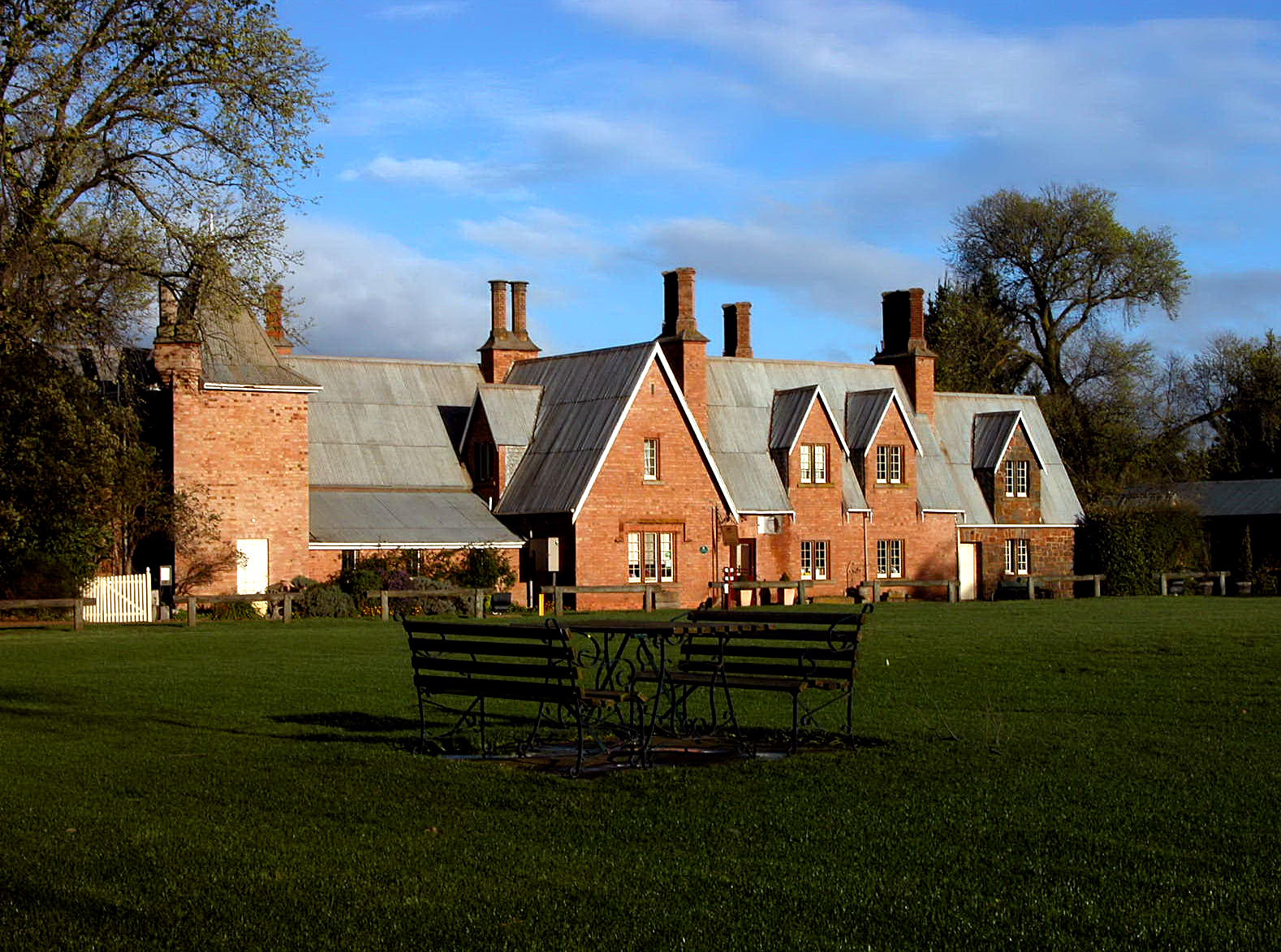
The Grange